# 유진음악문화재단
한아름문화재단은 음악의 학술적 연구 및 우수영재 발굴육성, 음악문화 보급, 공연사업을 위하여 1990년 10월 24일 설립된 문화체육관광부 소관의 재단법인이다. 사무실은 광주광역시 동구 남동36-9에 있다.

## 주요 사업
- 음악교육 및 음악의 대중화를 위한 사업
- 우수 영재 발굴육성 및 지원
- 국제적 학술공연 교류사업